# Cyprinus daliensis
Cyprinus daliensis és una espècie de peix cipriniforme de la família dels ciprínids que es troba al llac Er Hai (conca del riu Mekong, Yunnan, Xina).